# Miconia corymbiformis
Miconia corymbiformis är en tvåhjärtbladig växtart som beskrevs av Célestin Alfred Cogniaux. Miconia corymbiformis ingår i släktet Miconia och familjen Melastomataceae. Inga underarter finns listade i Catalogue of Life.